# غواصة تايب 206
غواصة يو-22 (أس171) أو غواصة تايب 206 هي فئة من الغواصات التي تعمل بالديزل والكهرباء طورتها شركة أتش دي دبليو. يعتمد تصميمها على غواصة تايب 205 السابقة. تم بناء هذه الغواصات الصغيرة والرشيقة خلال الحرب الباردة للعمل في بحر البلطيق الضحلة ومهاجمة سفن حلف وارسو في حالة نشوب مواجهة عسكرية. بنيت من الفولاذ غير المغناطيسي لمواجهة تهديدات الألغام البحرية المغناطيسية وجعل اكتشافها بأجهزة الاستشعار MAD أكثر صعوبة. 

## قائمة الوحدات
ملاحظات:

## صادرات
اشترت البحرية الكولومبية أربع غواصات من الطراز 206A لتعزيز قوتها البحرية.  تم إرسال غواصتين تحملان اسم Intrépido (ex-U23) و Indomable (ex-U24) إلى البحرية الكولومبية في 28 أغسطس 2012. تم الحصول على غواصتين (ex-U16 و ex-U18) ليتم تفكيكهما لقطع الغيار. في 5 ديسمبر عام 2015، دخلت Intrépido وIndomable الخدمة الفعلية بعد التجديد طويل في ألمانيا. 

## صالة عرض

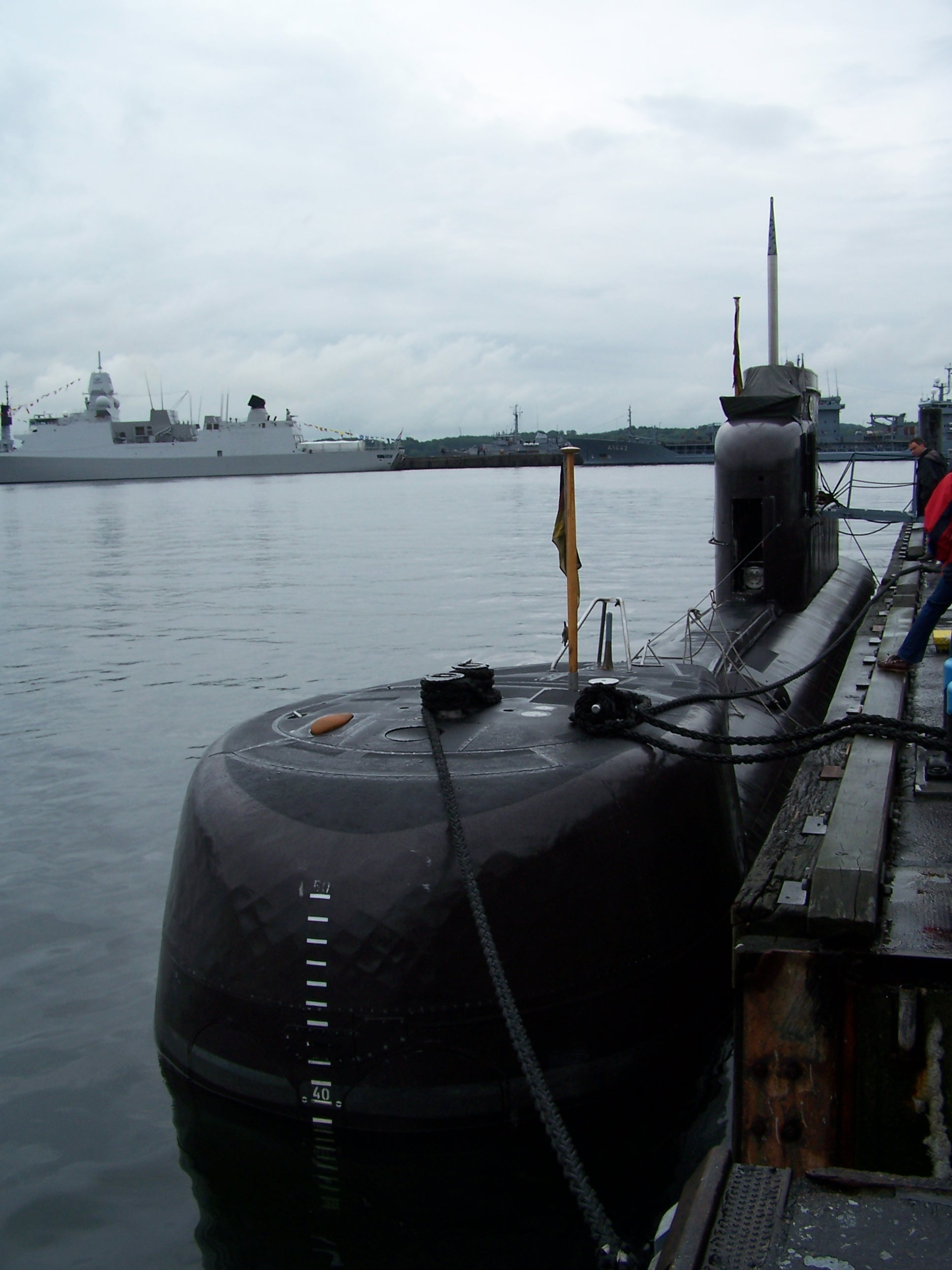
يو15 في البحرية الألمانية

## قائمة المراجع
- Karr, Hans (2014). Deutsche Uboote seit 1956 (بالألمانية). Stuttgart: Motorbuch. ISBN:9783613037083.

## روابط خارجية
- "Unterseeboot Klasse U206A". GlobalSecurity.org. Global Security. مؤرشف من الأصل في 2019-10-07.
- سفن حربية جين الرئيسية 2003